# Nyssomyia
Nyssomyia is een vliegengeslacht uit de familie van de roofvliegen (Asilidae).

## Soorten
- N. ochracea Hull, 1962